# Hymne au soleil
Pour les articles homonymes, voir Hymne au soleil (homonymie).
Hymne au soleil est un poème de Lamartine tiré de son ouvrage Méditations poétiques, présent dans le recueil dès sa première publication en 1820. C'est le 18e poème de ce recueil lors sa première parution, le 29e dans la dernière.

## Texte du poème
Vous avez pris pitié de sa longue douleur !

Vous me rendez le jour, Dieu que l’amour implore !

Déjà mon front couvert d’une molle pâleur,

Des teintes de la vie à ses yeux se colore ;

Déjà dans tout mon être une douce chaleur

Circule avec mon sang, remonte dans mon cœur

Je renais pour aimer encore !

Mais la nature aussi se réveille en ce jour !

Au doux soleil de mai nous la voyons renaître ;

Les oiseaux de Vénus autour de ma fenêtre

Du plus chéri des mois proclament le retour !

Guidez mes premiers pas dans nos vertes campagnes !

Conduis-moi, chère Elvire, et soutiens ton amant :

Je veux voir le soleil s’élever lentement,

Précipiter son char du haut de nos montagnes,

Jusqu’à l’heure où dans l’onde il ira s’engloutir,

Et cédera les airs au nocturne zéphyr !

Viens ! Que crains-tu pour moi ? Le ciel est sans nuage !

Ce plus beau de nos jours passera sans orage ;

Et c’est l’heure où déjà sur les gazons en fleurs

Dorment près des troupeaux les paisibles pasteurs !

Dieu ! que les airs sont doux ! Que la lumière est pure !

Tu règnes en vainqueur sur toute la nature,

Ô soleil ! et des cieux, où ton char est porté,

Tu lui verses la vie et la fécondité !

Le jour où, séparant la nuit de la lumière,

L’éternel te lança dans ta vaste carrière,

L’univers tout entier te reconnut pour roi !

Et l’homme, en t’adorant, s’inclina devant toi !

De ce jour, poursuivant ta carrière enflammée,

Tu décris sans repos ta route accoutumée ;

L’éclat de tes rayons ne s’est point affaibli,

Et sous la main des temps ton front n’a point pâli !

Quand la voix du matin vient réveiller l’aurore,

L’Indien, prosterné, te bénit et t’adore !

Et moi, quand le midi de ses feux bienfaisants

Ranime par degrés mes membres languissants,

Il me semble qu’un Dieu, dans tes rayons de flamme,

En échauffant mon sein, pénètre dans mon âme !

Et je sens de ses fers mon esprit détaché,

Comme si du Très-Haut le bras m’avait touché !

Mais ton sublime auteur défend-il de le croire ?

N’es-tu point, ô soleil ! un rayon de sa gloire ?

Quand tu vas mesurant l’immensité des cieux,

Ô soleil ! n’es-tu point un regard de ses yeux ?

Ah ! si j’ai quelquefois, aux jours de l’infortune,

Blasphémé du soleil la lumière importune ;

Si j’ai maudit les dons que j’ai reçus de toi,

Dieu, qui lis dans les cœurs, ô Dieu ! pardonne-moi !

Je n’avais pas goûté la volupté suprême

De revoir la nature auprès de ce que j’aime,

De sentir dans mon cœur, aux rayons d’un beau jour,

Redescendre à la fois et la vie et l’amour !

Insensé ! j’ignorais tout le prix de la vie !

Mais ce jour me l’apprend, et je te glorifie !
— Alphonse de Lamartine, Méditations poétiques, octobre 1820

## Commentaire de Lamartine
Lamartine écrivit en commentaire sur ce poème :

« Ces vers sont post-datés. Ils sont de mon premier ton. Je les écrivis à l'âge de dix-huit ans sous un beau rayon de soleil après une légère maladie qui me faisait mieux sentir le prix de l'existence et la volupté d'être. Plus tard, je les retrouvai dans le portefeuille de ma mère qui les avait conservés. J'y fis deux ou trois corrections et je les insérai dans le volume des Méditations. »

## Mise en musique
Le poème a été mis en musique sous forme de poésie chantée par le compositeur André Wormser.